# 新昌原駅
新昌原駅（シンチャンウォンえき）は大韓民国慶尚南道昌原市義昌区車龍洞にある、韓国鉄道公社（KORAIL）鎮海線の駅である。

## 駅構造
島式ホーム1面2線の地上駅。ホームの隣に現代ロテム昌原工場で製造・修繕された車両のための留置線がある。

## 駅周辺
- 現代ロテム昌原工場
- ホームプラス昌原店
- ニューコアアウトレット昌原店
- CGV昌原店
- 昌原総合バスターミナル
- 昌原工業高等学校

## 歴史
- 1961年4月1日 - 龍院駅として開業。当時無配置簡易駅。
- 1962年11月11日 - 新昌原駅に改名。
- 1964年11月1日 - 配置簡易駅に昇格。
- 1981年1月15日 - 現在地に移転。
- 2001年7月1日 - 普通駅に昇格。
- 2015年2月1日 - 旅客扱い中止。貨物のみ継続。

## ギャラリー

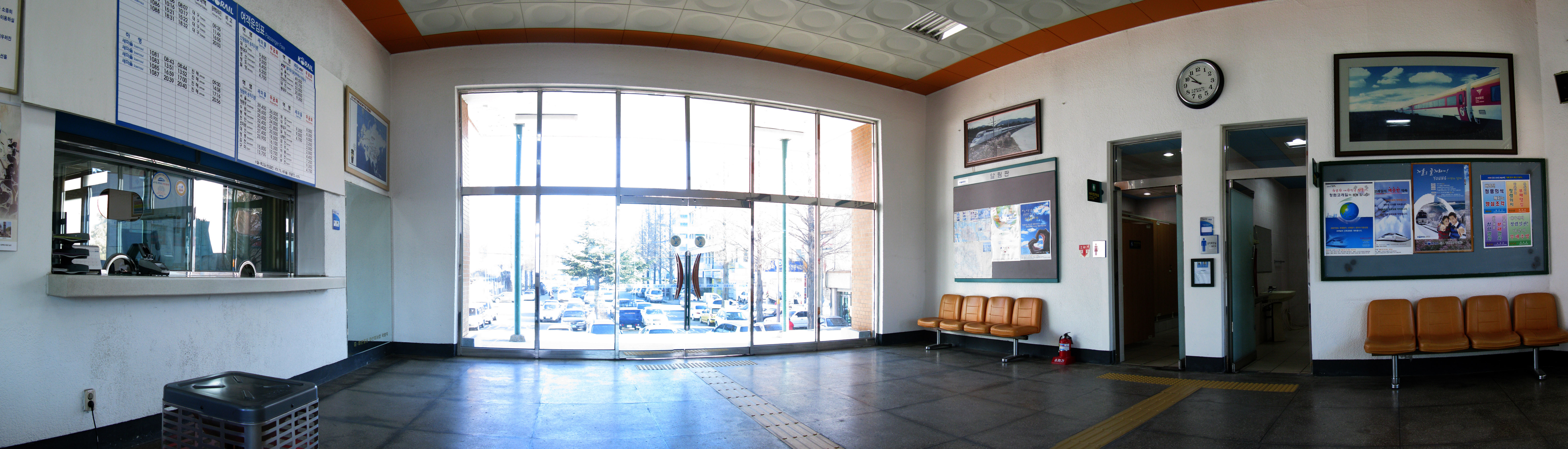
駅構内
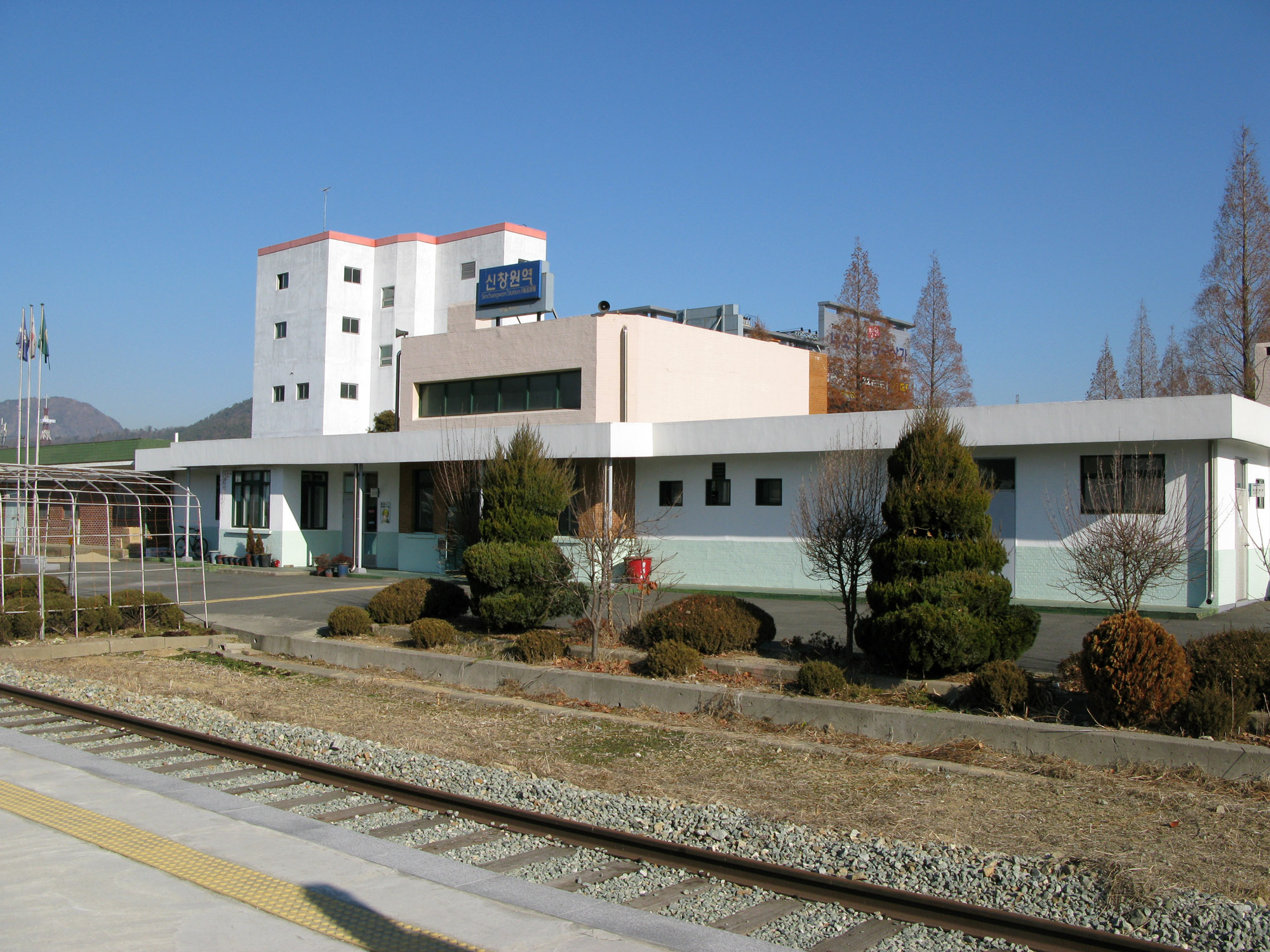
ホームから見た駅舎
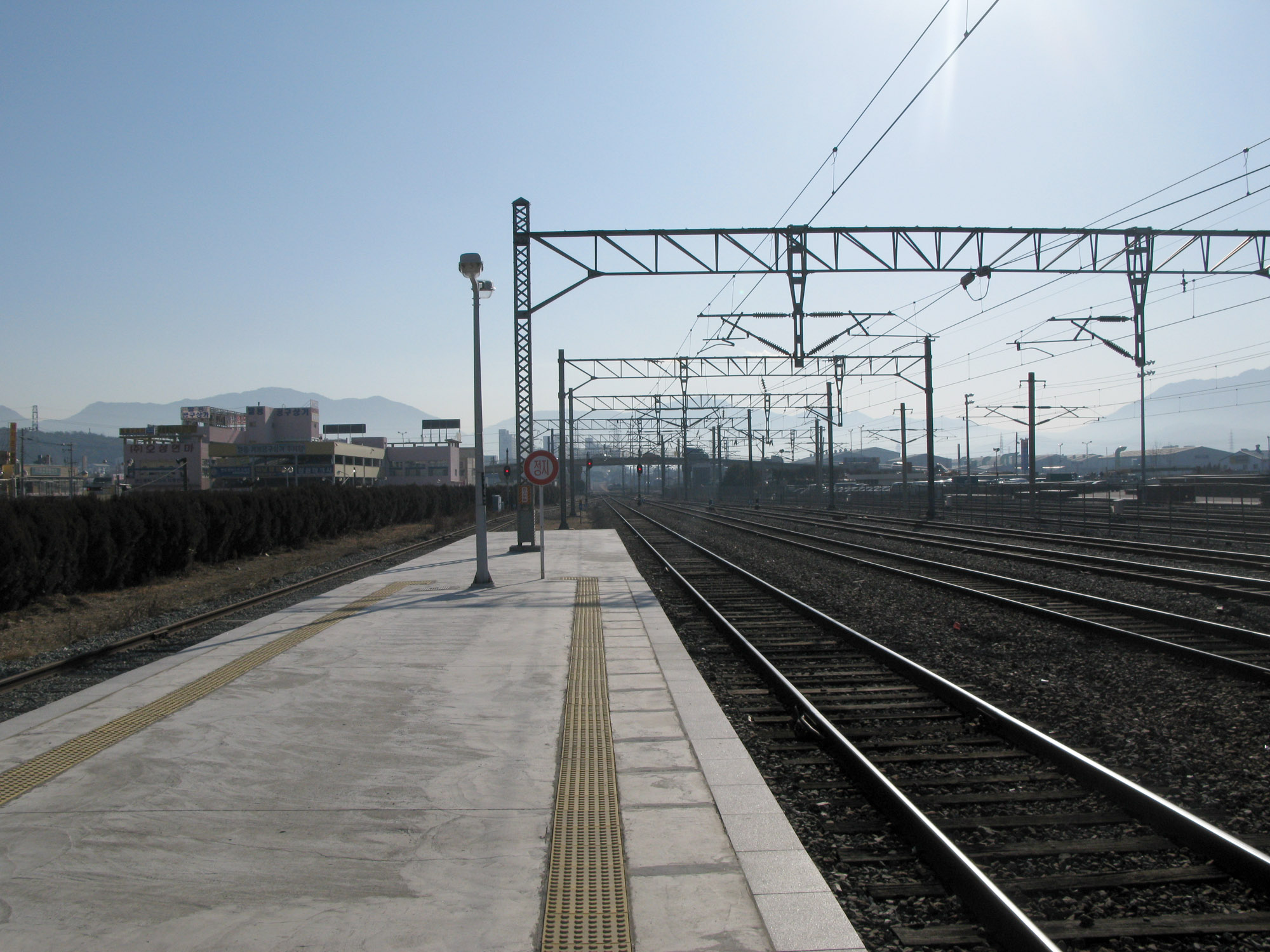
ホーム

## 隣の駅
韓国鉄道公社
鎮海線
昌原駅 - 新昌原駅 - 南昌原駅